# ماننوس شارفبک
مانْنوس شارْفْبِک (سوئدی: مایْگنوس اِسْکیارْبِک)، (زاده ۲۴ ژوئیه ۱۸۶۰ - درگذشته ۸ مه ۱۹۳۳) معمار و مورخ معماری فنلاندی بود. هلنه شارفبک نقاش شهیر فنلاندی خواهر اوست.

## تحصیلات
شارفبک در مؤسسه پلی‌تکنیک فنلاند (دانشگاه صنعتی هلسینکی)، که اکنون بخشی از دانشگاه آلتو است، تحصیل کرد و در سال ۱۸۸۱ فارغ‌التحصیل شد.

## حرفه
او در بیشتر دوران کاری خود، بویژه از سال ۱۹۱۴ تا ۱۹۲۶، سهم قابل توجهی در طراحی و ساخت ساختمان‌های عمومی فنلاند در اوایل قرن بیستم داشت.

### آثار

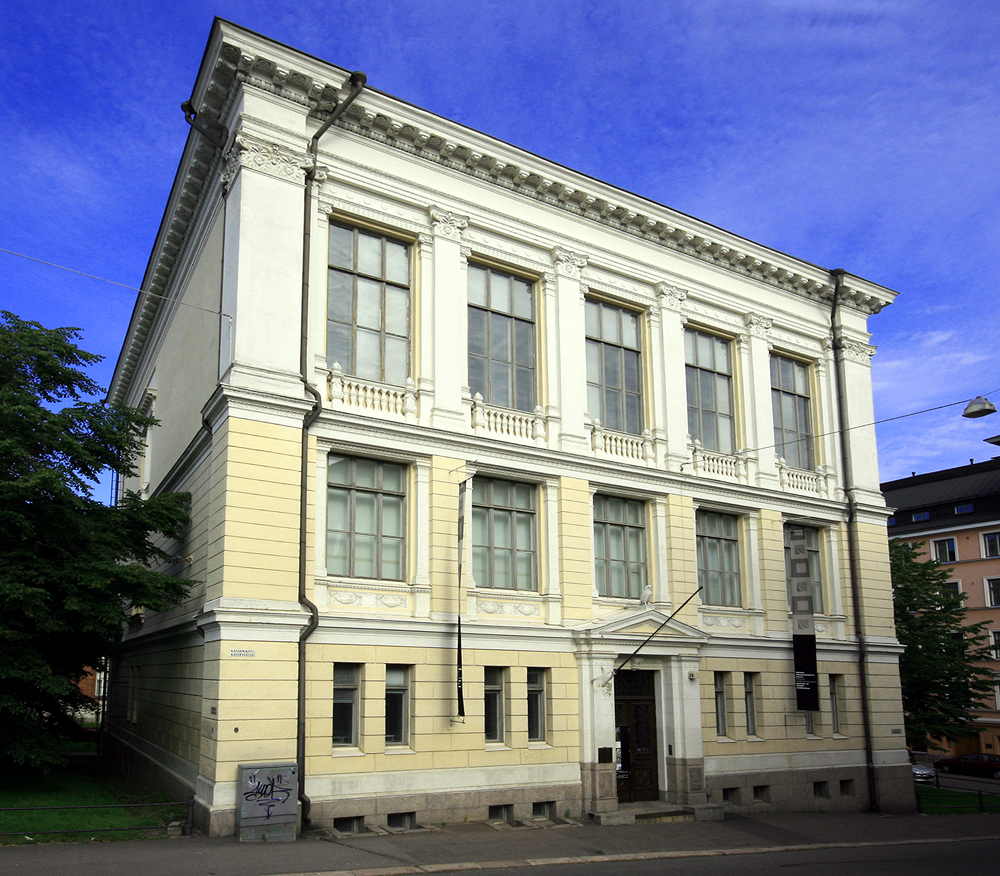
ساختمان موزه معماری فنلاند توسط مانْنوس شارْفبِک طراحی شده‌است

آثار و پروژه‌های قابل توجه او عبارتند از:
- ساختمان انجمن‌های علمی در هلسینکی که اکنون موزه معماری فنلاند را در خود جای داده‌است.
- بیمارستان‌ها و کلینیک‌های دانشگاهی هلسینکی، اولو، یوئنسو، سورتاوالا، کایانی، تامپره، کوئوپیو و ویبورگ
- اقامتگاه ماهیگیری الکساندر سوم در لانگینکوسکی.
- مرمت کلیسای جامع تورکو
- بازسازی قلعه راسه‌پوری